# Verbond van Nederlandse Werkgevers
De Verbond van Nederlandse Werkgevers (VNW) werd in 1899 opgericht als werkgeversvereniging. Het primaire doel van deze organisatie was het behartigen van de materiële belangen van werkgevers van grote bedrijven.
De organisatie werd opgericht als tegenbeweging tegen de ongevallenwet die de liberale minister Cornelis Lely wilde invoeren. Dit behelsde een verplichte verzekering bij een rijksverzekeringbank. Vooruitstrevende, liberale, werkgevers die al eigen regelingen hadden, wilden deze regelingen behouden. Deze liberale werkgevers mistten echter een centraal overleg met de regering. Ze richtten in 1899 VNW om de overheid te beïnvloeden. Hun eerste lobby-actie was een succes. De ongevallenwet werd door de confessionele meerderheid in de Eerste Kamer tegen gehouden.
De originele naam was Vereniging van Nederlandse Werkgevers. In 1925 veranderde de organisatie haar naam naar Verbond. In 1968 fuseerde deze organisatie met het Centraal Sociaal Werkgeversverbond tot Verbond van Nederlandse Ondernemingen.